# Tündérország
Tündérország egy képzeletbeli hely, egy népmesékben gyakran megjelenő utópia, ahol a tündérek élnek. A lakói halhatatlanok és örökké boldogok. Hasonló elképzelt hely sok kultúrában létezik, például Rjúgú-dzsó a japán Urasima Taró-mesében, Ālfheimr a skandináv mitológiában vagy Faerie az angolszászoknál. (A Dániához tartozó Feröer nyilván egy ideig tündérországnak számított.)
Néhány mesehős olykor kiérdemli, hogy őt is befogadják, rendszerint azzal, hogy feleségül veszi a tündérek egyikét. Leggyakrabban ez egyenlő a boldog befejezéssel, de néhány mese szintén bemutatja a hős problémáit, hogy beilleszkedjen az új világba. Gyakran megjelenő elem, hogy a hős (annak ellenére, hogy óvják ettől) egy idő után megpróbál visszatérni a halandó világba, csak hogy aztán rájöjjön, hogy több száz évet töltött "odaát", minekutána vagy visszatér, vagy szembenéz a halállal.
Tündérország egy interpretációja megjelenik Petőfi Sándor János vitézében.
Egyes íróink, költőink Erdélyre mint „tündérországra” hivatkoztak.
Lásd, például, Móricz Zsigmond híres Erdély-trilógiájának első részét, a „Tündérkert”-et.